# Happu Ki Ultan Paltan
Happu Ki Ultan Paltan es una serie de televisión de comedia india en idioma hindi que se estrenó el 4 de marzo de 2019 en And TV. Producido bajo las producciones de Edit II, es un spin-off de Bhabiji Ghar Par Hain!. Además del personaje Happu Singh, el programa presenta a su madre, su esposa y sus nueve hijos.

## Sinopsis
Happu Singh es un oficial de policía en la ciudad de Kanpur. La historia gira en torno a las desventuras de Happu Singh y su numerosa familia: su esposa; Rajesh Singh, madre Katori y sus nueve hijos. Está constantemente preocupado por la rivalidad entre su esposa y su madre y las travesuras de su mejor amigo; Beni y sus nueve hijos, Katori 'Kat', Mallai 'Mallaika', Ranbir, Hritik, Chamchi, Ayushman y otros tres niños que son bebés.

## Reparto
- Yogesh Tripathi como el corrupto y despiadado inspector de policía Happu Singh (2019-presente), un oficial de policía incompetente que vive en Kanpur con su esposa, su madre y sus nueve hijos. Su mejor amigo de la infancia es un abogado incompetente enamorado de su cuñada Bimlesh. Está constantemente preocupado por tener que lidiar con la rivalidad entre su esposa y su madre. Siempre está sobornando a otros por dinero.[5]
- Kamna Pathak (2019-2023) como la Sra. Rajesh Singh. Ella es la sensata esposa de Happu y, a menudo, es la voz de la razón en el hogar. Es una excelente cantante y actriz, pero optó por ser la esposa de Happu. Está en constante desacuerdo con su suegra, Katori, pero la respeta y se preocupa por ella. Ella siempre obliga a su marido a hacer las cosas que ella quiere. Su amiga es Karishma y su hermana es Bimlesh.[6][7] Pathak abandonó el programa en abril de 2023. Mishra la reemplazó en 2023.[8]
  - Geetanjali Mishra (2023-presente), Mishra reemplazó a Pathak en 2023.[8]
- Himani Shivpuri como Katori Devi Singh (2019-presente). Ella es la madre de Happu y la suegra de Rajesh. Está en constante desacuerdo con su nuera y trata de superarla en cosas como actuar y cantar. Tiene el hábito de beber y es una mujer dominante que puede ver e interactuar con el espíritu de su marido muerto. Ella siempre es la primera en burlarse de Rajesh, ama mucho a su hijo y a su nieta Chamchi, pero a veces incluso ayuda a su nuera.[9]
- Sanjay Choudhary como Kamlesh (2019-presente). Es el amigo despreocupado de la hija mayor de Happu, Katori. Está en constante desacuerdo con Malaika, la segunda hija de Happu, y la congració a ella y a todos los que lo rodean con su inglés entrecortado y con mucho acento. A menudo, Malaika lo golpea y lo intimida de manera un tanto juguetona cuando la pone nerviosa. Intenta, sin éxito, que Malaika lo reconozca y respete a él y a su relación con Kat.
- Ashna Kishore como Katori Singh «Kat» (2019-2022). Ella es la hija mayor de Happu y amiga de Kamlesh. Lleva el nombre de su abuela paterna. Es una chica tonta, pero dulce y despreocupada, que intenta hablar en inglés. Sin embargo, le cuesta hablarlo con fluidez y se gana la ira de las personas a su alrededor que no pueden entender lo que dice.
  - Gazal Sood (2023-presente), reemplazó a Ashna Kishore
- Zahara Sethjiwala como Malaika Singh (2019-2021). Ella es la segunda hija mayor de Happu. Ella es una marimacho y disciplinaria por naturaleza. Es una persona trabajadora y justa que aspira a convertirse en oficial de policía de la Policía Estatal de Haryana. A menudo le molestan las payasadas de su hermana mayor y su amiga, a quienes considera una molestia pero que también intimida en broma a Kamlesh. Ella es una de las pocas personas sensatas en la casa Singh.
  - Jasneet Kaur Kant como Malaika Singh (2021-2022), reemplazó a Zahara Sethjiwala.[10]
  - Sonal Panwar como Malaika Singh (2022-presente), reemplazó a Jasneet Kaur Kant.
- Vishwanath Chatterjee como Beni Prasad Singh (2019-presente). Es amigo y vecino de la infancia de Happu. Es abogado de profesión y excelente cocinero. A menudo se ve arrastrado a las travesuras de la casa de Happu y puede ser sobornado con la promesa de casarse con Bimlesh, la hermana menor de Rajesh. Está perdidamente enamorado de Bimlesh, quien posiblemente no reconoce sus sentimientos.
- Sapna Sikawar (2021-presente) como Bimlesh Prasad Singh; la esposa de Beni, la hermana de Rajesh, la cuñada de Happu.
- Aryan Prajapati como Hritik Singh (2019-presente). Es el quinto hijo y el tercer hijo de Happu y es muy travieso por naturaleza. Está muy apegado a su madre y, a menudo, se pone del lado de su madre en la rivalidad entre ella y su abuela, pero por sus propios hechos.
- Zaara Warsi como Chamchi Singh (2019-presente). Ella es la hija menor de Happu. Es traviesa como su hermano Hritik y se pone del lado de su abuela en la rivalidad entre ella y su madre, Rajesh. Está muy apegada a su abuela y, a menudo, se aprovecha de su amor.
- Sharad Vyas como Khodi Lal Singh (2019-presente). Él es el padre fallecido de Happu Singh que vive en la casa como un espíritu que solo puede ser visto por su esposa Katori pero que es reconocido por toda la familia. Espera que Katori se una a él porque la extraña, pero ella lo descarta y se ríen. Kodhi Lal es despreocupado y dulce y no aprueba la rivalidad entre su esposa y su nuera.
- Somya Azad como Ranbir Singh (2019-presente). Es el hijo mayor y el tercer hijo de Happu. Es terrible en sus estudios, como su padre, y a menudo holgazanea en sus estudios para disgusto de sus padres. Aspira a ser cantante. A menudo se mete en problemas por no poder leer la atmósfera y cantar en momentos inapropiados.
- Kishore Bhanushali como el comisionado de policía Resham Pal Singh (2019-presente). Repite su papel de Bhabiji Ghar Par Hain!
- Arnav Tata como Ayushmaan Singh (2019-presente), segundo varón y cuarto hijo de Happu. Es una persona estudiosa e inteligente. Siempre se le encuentra estudiando con libros y su extraña forma de hablar irrita a su familia.
- Saheb Das Manikpuri como el padre de Rajesh. (2021-presente)
- Jeetu Gupta como Doctor Gupta. Repite su papel de Bhabiji Ghar Par Hain!
- Rajeev Mehra como Makmal Makhwana, comisionado convertido en agente de policía. Repite su papel de Bhabiji Ghar Par Hain!
- Nitin Jhadav como Manohar. Es agente de policía en la comisaría donde Happu es inspector y siempre lo irrita.
- Vijay Kumar Singh como el Maestro Bhoop Singh, retoma su papel de Bhabiji Ghar Par Hain!, Chamchi; maestro de Hritik y Ranbir.
- Charul Malik como Rusa (2021), la cuñada del comisionado.
- Sohit Soni como Raj y varios otros personajes.

## Producción

### Desarrollo
Inicialmente titulado Happu Ke Chappu, luego se cambió a Happu Ki Ultan Paltan.
Hablando de la serie, el productor Sanjay Kohli dijo: «Happu Singh ha sido uno de los favoritos entre los espectadores desde el inicio del personaje en la muy popular Bhabiji Ghar Par Hai!. Este gran número de seguidores de Happu nos animó a crear un programa que girase sobre su vida en casa y seguramente entretendrá a la audiencia. Happu Ki Ultan Paltan capturará las divertidas situaciones que tendrán lugar en la casa de Happu con su esposa dabang, su madre molesta y sus nueve molestos hijos, con el indefenso Happu en el centro de toda su locura. Estamos seguros de que a los espectadores les encantará este programa y se reirán».